# Honda硬式野球部
Honda硬式野球部（ホンダこうしきやきゅうぶ）は、東京都に本拠地を置き、日本野球連盟に加盟する社会人野球の企業チームである。練習グラウンドである本田技研笠幡球場は、埼玉県川越市にある。
運営母体は、本田技研工業。日本通運とともに、長らく埼玉県の社会人野球をリードするチームであった。

## 概要
1960年、本田技術研究所のある埼玉県北足立郡大和町で『本田技研硬式野球部』として創部した。
1967年、都市対抗野球に初出場する。
1970年10月31日、大和町の市制施行にともない本拠地が埼玉県和光市となる。
1979年に日本選手権に初出場し、1985年の日本選手権では初優勝を達成した。1996年には、都市対抗野球も制覇した。
2001年、本拠地を和光市から本田技研工業埼玉製作所のある埼玉県狭山市に移転し、チーム名を『ホンダ硬式野球部』に改称した。
2007年、チーム名を英語表記の『Honda硬式野球部』に改称した。
2009年、13年ぶり2回目となる都市対抗野球優勝を果たした。
2015年、日本選手権の決勝では、9回裏途中まで2-1でリードしていたが日本生命に逆転サヨナラ負けを喫し準優勝となった。
2020年、11年ぶり3回目となる都市対抗野球優勝を果たした。
2022年、狭山完成車工場の閉鎖にともない、本拠地を狭山市から寄居完成車工場のある埼玉県大里郡寄居町と小川エンジン工場のある比企郡小川町に移転した。
2024年、本拠地を埼玉県大里郡寄居町・比企郡小川町から、本社所在地の東京都に移転した。

## 設立・沿革
- 1960年 - 埼玉県北足立郡大和町で『本田技研』として創部。
- 1967年 - 都市対抗野球に初出場。
- 1970年 - 大和町の市制施行に伴い、本拠地が埼玉県和光市に変更。
- 1979年 - 日本選手権に初出場。
- 1985年 - 日本選手権で初優勝。
- 1996年 - 都市対抗野球で初優勝。
- 2001年 - 本拠地を和光市から埼玉県狭山市に移転。チーム名を『ホンダ』に改称。
- 2007年 - チーム名を『Honda』に改称。
- 2009年 - 都市対抗野球で2回目の優勝。
- 2020年 - 都市対抗野球で3回目の優勝。
- 2022年 - 本拠地を狭山市から埼玉県大里郡寄居町・比企郡小川町に移転。
- 2024年 - 本拠地を埼玉県大里郡寄居町・比企郡小川町から東京都に移転。

## 応援団
応援団の応援に個性があり、本田技研工業の硬式野球部3チーム共通のチャンステーマ「全開HONDA」は、スタンドを揺らす赤と黄色のうちわとともに奏でられる。
その他にオリジナル攻撃曲として、「ダイナマイトホンダ」「ライトニングホンダ」「ダッシュホンダ」「フルスロットルホンダ」「ボンバーホンダ」などがある。

## 主要大会の出場歴・最高成績
- 都市対抗野球大会：出場37回、優勝3回（1996、2009年、2020年）
- 社会人野球日本選手権大会：出場25回、優勝1回（1985年）
- JABA北海道大会：優勝1回（1968、1969年）
- JABA日立市長杯争奪大会：優勝1回（2012年）
- JABA東京スポニチ大会：優勝3回（2013年、2018年、2024年）
- JABA静岡大会：優勝3回（2007、2008、2015年）
- JABA四国大会：優勝1回（2018年）
- JABA京都大会：優勝1回（1985年）
- JABA岡山大会：優勝2回（1974、2017年）
- JABA九州大会：優勝2回（2009、2014年）
- JABA新潟大会：優勝1回（2019年）
- JABA伊勢・松阪大会：優勝1回（2012年）

## 主な出身プロ野球選手
- 中沢春雄（内野手） - 1970年ドラフト3位で近鉄バファローズに入団
- 黒田正宏（捕手） - 1970年ドラフト6位で南海ホークスに入団
- 盛田嘉哉（外野手） - 退団後、名城大学を経て、1970年ドラフト7位で中日ドラゴンズに入団
- 宇田東植（投手） - 1971年ドラフト4位で東映フライヤーズに入団
- 岡田英樹（捕手） - 1972年ドラフト外で太平洋クラブライオンズに入団
- 後藤祝秀（投手） - 1980年ドラフト2位で中日ドラゴンズに入団
- 谷真一（内野手） - 1982年ドラフト2位で近鉄バファローズに入団
- 伊東昭光（投手） - 1985年ドラフト1位でヤクルトスワローズに入団
- 広瀬哲朗（内野手） - 1985年ドラフト1位で日本ハムファイターズに入団
- 山越吉洋（内野手） - 1986年ドラフト2位で阪急ブレーブスに入団
- 金子誠一（外野手） - 1988年ドラフト3位で阪神タイガースに入団
- 西俊児（内野手） - 1989年ドラフト4位で福岡ダイエーホークスに入団
- 新井潔（内野手） - 1990年ドラフト4位でヤクルトスワローズに入団
- 田村勤（投手） - 1990年ドラフト4位で阪神タイガースに入団
- 佐藤剛（投手） - 1992年ドラフト1位で広島東洋カープに入団
- 髙山健一（内野手） - 1995年ドラフト5位で広島東洋カープに入団
- 入来祐作（投手） - 1996年ドラフト1位で読売ジャイアンツに入団
- 寺村友和（投手） - 1997年ドラフト2位で千葉ロッテマリーンズに入団
- 高橋信夫（捕手） - 1997年ドラフト5位でオリックス・ブルーウェーブに入団
- 中村隼人（投手） - 2000年ドラフト4位で日本ハムファイターズに入団
- 早川大輔（外野手） - 2001年ドラフト5位でオリックス・ブルーウェーブに入団
- 尾形佳紀（内野手） - 2003年ドラフト4位で広島東洋カープに入団
- 橋本義隆（投手） - 2004年ドラフト3位で北海道日本ハムファイターズに入団
- 金子洋平（外野手） - 2006年大学生・社会人ドラフト6位で北海道日本ハムファイターズに入団
- 吉原道臣（投手） - 2006年大学生・社会人ドラフト6位で横浜ベイスターズに入団
- 伊藤秀範（投手） - 退団後、四国アイランドリーグの香川オリーブガイナーズを経て、2006年育成選手ドラフト1位で東京ヤクルトスワローズに入団
- 長野久義（外野手） - 2009年ドラフト1位で読売ジャイアンツに入団
- 武藤祐太（投手） - 2010年ドラフト3位で中日ドラゴンズに入団
- 佐藤達也（投手） - 2011年ドラフト3位でオリックス・バファローズに入団
- 西森将司（捕手） - 退団後、四国・九州アイランドリーグの香川オリーブガイナーズを経て、2011年育成選手ドラフト2位で横浜ベイスターズに入団
- 下水流昂（外野手） - 2012年ドラフト4位で広島東洋カープに入団
- 阿部寿樹（内野手） - 2015年ドラフト5位で中日ドラゴンズに入団
- 石橋良太（投手） - 2015年ドラフト5位で東北楽天ゴールデンイーグルスに入団
- 仲尾次オスカル（投手） - 2015年ドラフト6位で広島東洋カープに入団
- 永野将司（投手） - 2017年ドラフト6位で千葉ロッテマリーンズに入団
- 木浪聖也（内野手） - 2018年ドラフト3位で阪神タイガースに入団
- 齋藤友貴哉（投手） - 2018年ドラフト4位で阪神タイガースに入団
- 松田進（内野手） - 2018年ドラフト7位で千葉ロッテマリーンズに入団

## 元プロ野球選手の競技者登録
- 新井潔（元：オリックス・ブルーウェーブ、横浜ベイスターズ、ヤクルトスワローズ） - コーチ（2003年 - 2008年）→退団
- 原井和也（元：西武ライオンズ、千葉ロッテマリーンズ） - コーチ（2020年 - 2021年）→退団
- 木村龍治（元：読売ジャイアンツ） - コーチ（2020年 - 2021年、2023年 - ）

## かつて在籍していた主な選手
- 河原井正雄（内野手） - 選手として在籍し、引退後にマネージャーを務めた。その後は、青山学院大学硬式野球部の監督。子息も投手、マネージャーで在籍した。
- 筑川利希也（投手） - 選手として在籍。第80回都市対抗野球大会で橋戸賞を受賞。コーチも歴任。
- 斎藤義典（投手） - 近鉄バファローズからの1996年ドラフト5位指名を拒否し入団。翌年には移籍した。
- 衣川隆夫（捕手、外野手） - 選手として在籍。引退後は、日本大学硬式野球部のコーチ、監督代行を務めた。
- 諏訪部貴大（投手） - 選手として在籍。中日ドラゴンズからの2009年ドラフト6位指名を拒否し残留。
- 安藤強（内野手） - 選手・監督として在籍。2007年から監督に就任。プロでの経験がないながらも2022年からは読売ジャイアンツでコーチを務める。
- 西郷泰之（内野手） - 選手・コーチとして在籍。アトランタオリンピック日本代表。「ミスター社会人」の異名を取った。
- 坂本保（投手） - 選手・兼任コーチとして在籍。本田技研熊本から移籍。2005年社会人ベストナイン。
- 米山学（内野手） - 選手として在籍。引退後は加藤学園高等学校監督。
- 黒沢征治（投手） - 選手として在籍。退部後に日本競輪学校に113期生として入学。現在は日本競輪選手会埼玉支部所属の競輪選手。
- 岡野勝俊（捕手、内野手、外野手） - 選手・監督として在籍。現役時代は主将も務め、2017年から監督に就任。2022年からはHonda鈴鹿のヘッドコーチ。
- 真壁賢守（投手） - 選手・コーチ兼マネージャーとして在籍。
- 岸雅司 （内野手）- 選手として在籍。引退後は創価大学硬式野球部監督を務めた[4]。